# Montgomery Improvement Association
Montgomery Improvement Association (MIA) è un'associazione fondata il 5 dicembre 1955 dai ministri di culto e leader della comunità afroamericana, resa celebre durante il boicottaggio dei bus a Montgomery.

## Storia
Quando Rosa Parks, donna afroamericana colpevole di non aver ceduto il proprio posto sull'autobus a un bianco, venne condannata al pagamento di 10 dollari, i ministri del culto e i leader della comunità si radunarono nella chiesa battista di Holt Street e, grazie a un'idea di Ralph Abernathy, formarono la Montgomery Improvement Association (Associazione per il miglioramento di Montgomery), a capo della quale furono Martin Luther King e Edgar Nixon.
Jo Ann Robinson del Women's Political Council e lo stesso Nixon della National Association for the Advancement of Colored People furono fra i sostenitori del boicottaggio dei mezzi pubblici ad opera degli afroamericani che abbe un'adesione molto maggiore del previsto
La MIA fu una delle organizzazioni promotrici della Southern Christian Leadership Conference; l'organizzazione dopo la fine del boicottaggio che vide la vittoria della protesta si focalizzò verso altri obiettivi quali l'integrazione scolastica e il diritto di voto.

## Membri
Fra i membri più celebri:
- Ralph Abernathy
- Hugo Black
- James F. Blake
- Aurelia Browder
- Johnnie Carr
- Claudette Colvin
- Clifford Durr
- Robert Graetz
- Fred Gray
- T. R. M. Howard
- Martin Luther King
- Coretta Scott King
- Edgar Nixon
- Mother Pollard
- Jo Ann Robinson
- Bayard Rustin
- Glenn Smiley[3]
- Mary Louise Smith